# 唐纳德·约翰·麦吉利夫雷
唐纳德·约翰·麦吉利夫雷（英语：Donald John McGillivray，1935年8月20日—2012年8月17日），出生于澳大利亚新南威尔士州，是澳大利亚植物分类学家。他接受过林业培训，并在1964年转学到新南威尔士州悉尼皇家植物园国家植物标本馆之前对植物分类学产生了兴趣。
1969年至1970年，他担任伦敦邱园皇家植物园的澳大利亚植物园联络官。
麦吉利夫雷专门研究银桦属，并于1993年出版了《银桦–山龙眼科：分类学修订》，这是对多产的澳大利亚植物属的权威科学调查。